# Arkana (Möbelhersteller)

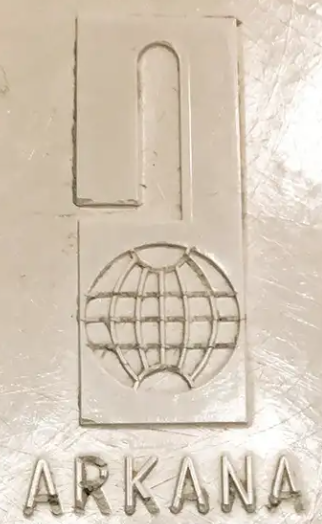
Logo der Firma Arkana

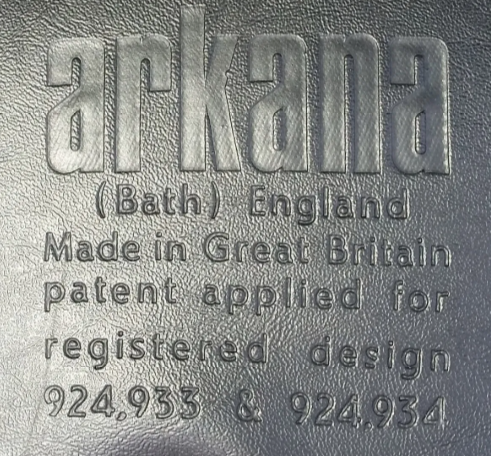
Schriftzug der Firma Arkana

Arkana Limited war eine britische Möbelmanufaktur, die in den 1960er und 1970er Jahren in Bath bestand und für ihre Möbel im Stil des Mid-century modern bekannt wurde.

## Geschichte
Der Möbelhersteller bestand ursprünglich in der Glasgow Road im schottischen Falkirk. Mitte bis Ende der 1960er Jahre wurde Arkana von der Christie Tyler Group übernommen, zu der auch Avalon Furniture und die Bath Cabinet Makers gehörten. Arkana verlagerte darauf die Produktion in die Räumlichkeiten der Bath Cabinet Makers an der Lower Bristol Road im englischen Bath. Der Kanadier Maurice Prentice Burke (1921–2013) entwarf zahlreiche Sitzmöbel und Tische für das Unternehmen, von denen viele aus Kunststoff wie Polystyrol bestanden. Bei anderen Produkten wie Anrichten, Tischen und Sesseln wurde mit Holz (z. B. Walnussholz oder Rosenholz) und Aluminium gearbeitet. Ein weiterer Designer für Arkana war Geoffrey Harcourt. Die Möbel trugen Bezeichnungen wie:
- Safari-Sessel oder Chelsea, Maurice Burke
- Stühle und Tisch Tulip, dem Tulpen-Stuhl des finnischen Entwerfers Eero Saarinen nachempfunden, Maurice Burke
- Bar stool, Barhocker, Maurice Burke
- Mushroom chair, Maurice Burke
- Trumpet chair, Maurice Burke
- Sling- oder Hammock-chair, Geoffrey Harcourt

Sitzmöbel von Arkana im Tulip-Stil kamen in Folgen der Fernsehserie Raumschiff Enterprise als Requisiten zum Einsatz. 1972 gewann Arkana den Preis Living Award for Good Design für seinen Orbita Easy Chair. In den späten 1970er Jahren wurde die Produktion bei Arkana eingestellt. Arkana-Möbel werden heute von Sammlern geschätzt.